# Caradrina prospera
Caradrina prospera är en fjärilsart som beskrevs av Kuznetsova 1958. Caradrina prospera ingår i släktet Caradrina och familjen nattflyn. Inga underarter finns listade i Catalogue of Life.